# Zoetwatervlokreeft
De zoetwatervlokreeft (Gammarus pulex) is een vlokreeftensoort uit de familie Gammaridae. De wetenschappelijke naam van de soort is gepubliceerd in 1758 door Linnaeus in de tiende editie van Systema naturae. 
Gammarus pulex is egaal blauwgrijzig van kleur en heeft geen strepen. Het kan zo een 21 mm (mannetjes) tot 14 mm (vrouwtjes) groot worden. De vlokreeft wordt in bijna heel Europa aangetroffen in sloten, beken en grote rivieren. Ze leven van afval en andere organismen op de bodem en grazen algen van bladeren van waterplanten af. Zelf is het weer voedsel voor andere waterbewoners als vissen en salamanders.

## Ondersoorten
Ondersoorten van G. pulex (Bron: World Register of Marine Species).
- Gammarus pulex araurensis Pinkster, 1972
- Gammarus pulex cognominis Karaman & Pinkster, 1977
- Gammarus pulex gallicus  S. Karaman, 1931
- Gammarus pulex polonensis Karaman & Pinkster, 1977
- Gammarus pulex pulex Linneaus, 1758

G. pulex pulex is de meest voorkomende ondersoort en hiermee ook het soorttype voor het geslacht Gammarus. Het kan worden aangetroffen in Europa en Azië van Groot-Brittannië tot de uitlopers van de Himalaya. De verspreiding van de andere ondersoorten is veel beperkter. G. pulex araurensis wordt aangetroffen in de bovenloop en zijrivieren van de Lez, Hérault en Yidourle in het Franse departement Hérault. G. pulex gallicus, eveneens een Franse ondersoort komt voor in de departementen Bouches-du-Rhône, Hérault, Gard, Var, Vaucluse and Basses-Alpes. G pulex cognominis is een bewoner van grotten in de provincie Lovetsj in Bulgarije. Gammarus pulex polonensis is aangetroffen in een oud rivierbed van de  Warta bij Poznán in Polen.

## Synoniemen
De naamgeving van G. pulex kent al een lange geschiedenis. Henri Milne-Edwards beschreef de soort in 1830 als Gammarus fluviatilis een naam die in verschillende studies terugkomt. Deze naam is echter niet geaccepteerd. (Andere) niet langer gebruikte namen voor G. pulex; zie infobox (Bron: World Register of Marine Species).

Print van Gammarus pulex, Special Collection Universiteit van Amsterdam
Print van Gammarus fluviatilis, Special Collection Universiteit van Amsterdam
Print van Gammarus fluviatilis, Special Collection Universiteit van Amsterdam
Print van Gammarus fluviatilis, Special Collection Universiteit van Amsterdam